# Derecho de interés público
Por derecho de interés público se entiende el conjunto de prácticas y estrategias jurídicas y judiciales encaminadas a utilizar el derecho como un mecanismo de transformación social. Este uso emancipatorio del derecho tiene como fines últimos la defensa del interés colectivo, la promoción de los derechos humanos y la justicia social. 
Cuando se habla de derecho de interés público no se hace referencia a un canon o conjunto específico de normas en determinada materia (como derecho penal o derecho administrativo). En un sentido amplio, todo el derecho, como producto del legislador (el representante de la voluntad general) está orientado al interés público. Sin embargo, la noción de derecho de interés público proviene de una concepción diferente sobre las funciones que el derecho puede cumplir en la sociedad.

## Antecedentes históricos
Los orígenes de esta concepción alternativa sobre el uso del derecho podrían rastrearse hasta la idea del "derecho del pueblo" planteada por Friedrich Karl von Savigny y la escuela histórica del derecho. A pesar del carácter conservador del pensamiento de Savigny, esta idea terminó influenciando en Europa a toda una corriente de académicos y de abogados de izquierda que defendían los derechos sociales y las reformas jurídicas como un paso necesario hacia el socialismo. Fue una manera de conciliar y hacer compatibles las tendencias marxistas con el derecho. 
En Estados Unidos, el realismo jurídico hizo un aporte importante también al recalcar en el carácter instrumentalista y consecuencialista que deberían tener las decisiones judiciales.
Cabe resaltar también el trabajo de Renato Treves en Italia en la década de los 70's, así como el movimiento de la Magistratura Democrática.
En América Latina, y tras la influencia europea, las ideas sobre el uso alternativo del derecho tuvieron acogida principalmente en Brasil en la década de los ochenta. Un estudio paradigmático que llevó a cabo Boaventura de Sousa Santos sobre las favelas de Río de Janeiro fue un referente importante no solo para el desarrollo teórico del concepto de pluralismo jurídico, sino también para introducir una nueva concepción sobre el papel que el derecho podía jugar frente a los desposeídos. Surgieron así los movimiento de la "Nueva Escuela Jurídica" (de Lyra Filho) y el “Derecho Insurgente” (de Miguel Presburger), de gran impacto por aquella época de movilización política y de transición a la democracia.

## Servicios legales comunitarios
Puede consistir en la prestación de servicios legales a personas o grupos de personas, facilitándoles el acceso a la justicia. La mayoría de los Estados cuentan con un servicio legal de defensoría pública para las personas que deben enfrentarse a la justicia y no tienen cómo pagar un abogado. Asimismo, las facultades de derecho suelen contar con consultorios jurídicos o centros de conciliación, en los cuales estudiantes de últimos semestres prestan asesoría legal gratuita a personas de escasos recursos.

## Litigio estratégico o de alto impacto
También puede consistir en el litigio estratégico, en el cual se lleva a juicio un caso particular con el objetivo de crear efectos que trasciendan los intereses individuales y generen cambios sociales más amplios.
Los objetivos del litigio estratégico pueden ser:
- Cambiar o modificar normas que violan derechos constitucionales.
- Asegurar que la interpretación y la aplicación de ciertas normas y derechos sean las adecuadas
- Identificar vacíos en la ley
- Crear conciencia sobre un tema específico
- Crear presión para generar cambios sociales
- Promover el debate público y educar a la sociedad
- Empoderar a grupos marginados y movimientos sociales
- Fortalecer a la sociedad civil y movilizar comunidades
- Fortalecer los valores civiles y democráticos del Estado de Derecho

## Herramientas legales
Los canales de uso transformador del derecho dependen del ordenamiento jurídico de cada país. A nivel general, se pueden enunciar tres herramientas legales comunes:
- La acción de inconstitucionalidad (en algunos países conocida como queja constitucional) que se entabla ante el Tribunal Constitucional.
- El recurso de amparo (en algunos países conocida como acción de tutela o acción de amparo)
- Las acciones contencioso-administrativas (acción de grupo, acción de nulidad, acción de restableimiento del derecho)